# Municipio Caraparí
Das Municipio Caraparí liegt im Departamento Tarija im südamerikanischen Anden-Staat Bolivien.

## Lage im Nahraum
Das Municipio Caraparí ist das westliche der drei Municipios der Provinz Gran Chaco. Es grenzt im Nordwesten an das Municipio Villamontes, im Westen an die Provinz Burnet O’Connor, im Südwesten an die Provinz Aniceto Arce, im Südosten an die Republik Argentinien und im Osten an das Municipio Yacuiba.
Der Verwaltungssitz des Municipios ist die Stadt Caraparí mit 3549 Einwohnern (Volkszählung 2012) in der östlichen Hälfte des Municipios.

## Geographie
Das Municipio Caraparí liegt an den Osthängen der bolivianischen Anden-Kordillere in der Cordillera Suaruru.
Caraparí hat ein warm-gemäßigtes Klima mit einer ausgesprochenen Regenzeit von Dezember bis März mit gleichmäßig hohen Temperaturen (siehe Klimadiagramm Yacuiba), und einer Trockenzeit im Südwinter von Juni bis September mit warmen Tages- und kühlen Nachttemperaturen.

## Bevölkerung
Die Einwohnerzahl des Municipios Caraparí ist zwischen 1992 und 2024 auf das Doppelte angestiegen:
| Jahr | Einwohner | Quelle       |
| ---- | --------- | ------------ |
| 1992 | 7.816     | Volkszählung |
| 2001 | 9.035     | Volkszählung |
| 2012 | 15.366    | Volkszählung |
| 2024 | 15.954    | Volkszählung |

Die Bevölkerungsdichte des Municipio bei der letzten Volkszählung von 2024 betrug 5,7 Einwohner/km², der Anteil der städtischen Bevölkerung war 23,1 Prozent, die Lebenserwartung der Neugeborenen im Jahr 2001 lag bei 65,9 Jahren.
Der Alphabetisierungsgrad bei den über 19-Jährigen beträgt 79 Prozent, und zwar 87 Prozent bei Männern und 67 Prozent bei Frauen (2001).

## Politik
Ergebnis der Regionalwahlen (concejales del municipio) vom 4. April 2010:
| Wahlberechtigte |  | Stimmen | gültig |  | MAS-IPSP | PAN    | PRP    | CC     | PUC   |
| --------------- |  | ------- | ------ |  | -------- | ------ | ------ | ------ | ----- |
| 6.017           |  | 5.286   | 4.342  |  | 1.313    | 1.276  | 971    | 494    | 288   |
|                 |  | 87,9 %  | 82,1 % |  | 30,2 %   | 29,4 % | 22,4 % | 11,4 % | 6,6 % |

Ergebnis der Regionalwahlen (elecciones de autoridades políticas) vom 7. März 2021:
| Wahl- berechtigte |  | Wahl- beteiligung | gültige Stimmen |  | MAS-IPSP | UNIDOS POR TARIJA | ISA     | COMUNIDAD POR TODOS | MTS    |
| ----------------- |  | ----------------- | --------------- |  | -------- | ----------------- | ------- | ------------------- | ------ |
| 10.353            |  | 9.155             | 8.334           |  | 3.351    | 2.798             | 1.132   | 892                 | 110    |
|                   |  | 88,43 %           | 91,03 %         |  | 40,21 %  | 33,57 %           | 13,58 % | 10,70 %             | 1,32 % |

## Gliederung
Das Municipio untergliedert sich in folgende Kantone (cantones):
- 06-0302-01 Kanton Caraparí - 34 Ortschaften - 9.182 Einwohner (Volkszählung 2012)
- 06-0302-02 Kanton Itaú - 32 Ortschaften - 3.224 Einwohner
- 06-0302-03 Kanton Saladillo - 15 Ortschaften - 2.311 Einwohner
- 06-0302-04 Kanton Zapatero - 10 Ortschaften - 649 Einwohner

## Ortschaften im Municipio Caraparí
- Kanton Caraparí
  - Caraparí 3549 Einw. - Loma Alta 910 Einw. - San Alberto 672 Einw. - Campo Largo 341 Einw.

- Kanton Itaú
  - Itaú 319 Einw. - Gutiérrez 88 Einw.

- Kanton Saladillo
  - Saladillo 390 Einw.

- Kanton Zapatero
  - Acheral 124 Einw.